# Nankang
Nankang (南康 ; pinyin : Nánkāng) est une ville de la province du Jiangxi en Chine. C'est une ville-district placée sous la juridiction de la ville-préfecture de Ganzhou.

## Démographie
La population du district était de 754 358 habitants en 1999.

## Personnalités
Xu Yanmei (1971-), championne olympique de plongeon en 1988.